# Paraíso Perdido Park
O Paraíso Perdido Park foi um complexo turístico do litoral do Nordeste do Brasil, na praia de Icaraí, município de Caucaia, a 18 quilômetros de Fortaleza. Teve suas atividades encerradas pelo IBAMA, no ano de 2006, depois de comprovados os maus-tratos aos animais.

## Informações gerais
Inaugurado no ano 2000 pelo empresário Lincoln Morais, o empreendimento apresentava infra-estrutura hoteleira e parque temático, com piscinas, cachoeiras, espaços para lazer e um zoológico particular com 600 animais.
Por ser mais próximo da capital, o parque tinha tudo para crescer e ser um sucesso. Aliás, em matéria de tamanho, só perdia mesmo para o Beach Park.
O local escolhido era bastante arborizado, com 46 mil metros quadrados e tinha como principal atração, o Zoológico Shangri-la. O parque aquático, com toboáguas, piscinas, cachoeiras e rios, possuía estrutura organizada e segura.
No chamado Parque Seco, a criançada podia usufruir de diversos brinquedos, como o Sit-Skate e o Touro Mecânico. Os mais interessantes, no entanto, eram aqueles que imitavam as trilhas que geralmente surgem nos filmes de aventura na selva, como a Ponte do Equilíbrio. Tudo isso implantado numa lindíssima área verde, onde circulava uma constante e agradável brisa.
O Paraíso Perdido Park fazia sucesso, pois unia as diversões de um parque aquático com aventuras em pontes, arvorismo e, claro, visitas a um zoológico rico em diversas espécies de animais. Entre uma distração e outra, o visitante podia vislumbrar leões, tigres, onças pintadas, hipopótamos e chimpanzés e, ainda, rir das travessuras de pequenos macacos, e do gorjear de pássaros silvestres.
Por falar em pássaros, para adentrar ao zoológico, o visitante passava por dentro de um viveiro.
Os animais eram originários dos mais diversos países. Além dos já citados, haviam também cobras, avestruzes, emas, pássaros diversos, porcos-do-mato, crocodilos, etc.
Cada espécie tinha um local especial, semelhante ao seu habitat natural. O zoológico não tinha grades, os animais mais perigosos ficavam em espaços bem abaixo do nível do solo, e ainda tinham muretas e alambrado de proteção. A segurança era total.

## Encerramento das atividades
Como ponto negativo, estava o fato de que o estabelecimento não pagava seus funcionários em dia e não possuía todas as licenças ambientais. Mas o fator crucial para o fechamento definitivo do parque, — que inclusive virou notícia no país inteiro na época — foi a grave acusação de maus-tratos aos animais.
Por determinação da justiça, o parque foi fechado pelo IBAMA, no ano de 2006.
Com a determinação, quase todos os animais do parque foram então transferidos para outros estados, incluindo um rinoceronte, que se encontra hoje em um zoológico de São Paulo.

Em 26 de fevereiro de 2007, o jornal Diário do Nordeste chamava atenção para os animais que ainda permaneciam no parque, mesmo após o seu fechamento no ano anterior:
"Desde o fechamento do Paraíso Perdido Park, no Icaraí, ocorrido no ano passado, o Instituto Brasileiro do Meio Ambiente e dos Recursos Naturais Renováveis (Ibama) trabalha para manter a alimentação e a medicação dos bichos sob controle. Além disso, o Ibama ficou sendo o responsável pela transferência dos animais. Todos ainda permanecem no parque devido à falta de estrutura adequada em outros locais.
Desde novembro de 2006, já foram transferidos 67 animais, mas ainda restam 27 para este ano. Entre eles: dois hipopótamos, três onças pintadas, duas onças pardas, nove jacarés e 11 leões. Apesar do trabalho do Ibama, o processo de transferência dos animais não é fácil. De acordo como o analista ambiental do núcleo de fauna do Ibama, Alberto Klefasv, transportar os animais tem um custo bastante elevado.
São animais de grande porte e, além de nos preocuparmos com a transferência deles, temos a alimentação e a medicação, diz Klefasv. Segundo o analista ambiental, o Ibama gasta, em média, R$ 20 mil por mês com a alimentação dos 27 animais do zoológico. Conforme Klefasv, as negociações com outros zoológicos do Brasil é demorada, porque os parques não querem arcar com as despesas de locomoção e, para isso, o Ibama deve entrar em acordo para não ter prejuízo."
Importante salientar que, em 2012, o programa Fantástico, da Rede Globo, exibiu a triste situação de um leão e de uma leoa (Juba e Yasmin, respectivamente), que também faziam parte do parque e tiveram que ser transferidos para a UNESP de Botucatu, após denúncias de maus-tratos no Paraíso Perdido.
O UOL Notícias também já havia noticiado a triste situação dos animais, em matéria de 14 de dezembro de 2011. Na matéria, a ONG Mata Ciliar, do município de Pedreira (SP), relatava que o leão Juba viveu em dois lugares sofrendo maus-tratos: 
"Quando mais jovem, o animal morava em um zoológico particular e de situação irregular no Rio de Janeiro, sendo desativado pelo Ibama em 2001. Depois disso, Juba foi transferido para outro zoológico, desta vez em Fortaleza, e novamente sofreu maus-tratos até o dia em que o local foi fechado devido às irregularidades".
Na época, a ONG e o IBAMA já haviam conseguido o transporte aéreo do animal do Ceará para São Paulo, viagem patrocinada pela empresa Tetra Pak. 
Dizia a analista ambiental Carla Sombra, do centro de triagem do IBAMA:
"Juba já tem idade avançada. Uma viagem terrestre iria debilitar ainda mais o animal."
Ela explicou que, apesar dos esforços do Ibama em prestar assistência aos leões, eles não viviam em um local apropriado.
"O centro de triagem é um local provisório, de passagem de animais apreendidos, que logo são adotados ou inseridos no habitat natural. Como Juba tem marcas no rosto provocadas pelos maus-tratos que sofreu e não é mais um animal vistoso, devido à idade avançada, nenhum zoológico se habilitou em adotá-lo".